# THE BAND HAS NO NAME (アルバム)
『THE BAND HAS NO NAME』（ザ・バンド・ハズ・ノー・ネーム）は、THE BAND HAS NO NAMEの1stアルバム。1990年1月21日、EPIC/SONY RECORDSよりリリース。2005年7月20日に再発。

## 解説
- 1989年9月、ユニコーンの長期オフを利用して奥田がスパゴーの3人とともに製作したのが本作である。
- LAにてレコーディングされた。
- バンドは同年に解散したが、それから15年後の2005年7月20日に2ndアルバム『II』がリリースされ、それに合わせ長らく廃盤となっていた本作も復刻された。
- 収録曲のうち「Blue Boy」「Automatic Generation」はSPARKS GO GOのファーストシングル、「Something Wild」はアルバム「Jingle‐Jangle」にそれぞれ再収録された。

## 収録曲
| 全編曲: THE BAND HAS NO NAME。 |                            |           |              |       |
| #                              | タイトル                   | 作詞      | 作曲         | 時間  |
| 1.                             | 「Something Wild」         | 八熊慎一  | 八熊慎一     | 4:18  |
| 2.                             | 「Rain Song (雨がふれば)」 | 八熊慎一  | たちばな哲也 | 4:02  |
| 3.                             | 「Mistake」                | 八熊慎一  | 奥田民生     | 3:26  |
| 4.                             | 「Blue Boy」               | 八熊慎一  | 八熊慎一     | 4:09  |
| 5.                             | 「All Through The Night」  | 八熊慎一  | 八熊慎一     | 3:23  |
| 6.                             | 「Automatic Generation」   | 八熊慎一  | 八熊慎一     | 6:03  |
| 合計時間:                      | 合計時間:                  | 合計時間: | 合計時間:    | 25:21 |